# 新井秀明
新井 秀明（あらい ひであき、2000年3月7日 - ）は、東京都出身のサッカー選手。ポジションはDF。

## 来歴
中学・高校時代は川崎フロンターレのアカデミーに在籍していた。しかしトップチーム昇格は叶わず、高校卒業後は中央大学に進学（同期に坪井湧也、髙岸憲伸、堀脩大）。
2022年1月6日、福島ユナイテッドFC（J3リーグ）に加入することが発表された。4月29日、J3リーグ第7節の愛媛FC戦でJデビュー。
同年11月15日、福島ユナイテッドFCは契約期間の満了と来季に向けた更新を行わないことを発表。
同年11月29日、カンセキスタジアムとちぎで行われたJリーグ合同トライアウトに出場した。
2023年3月3日、東京ユナイテッドFC（関東サッカーリーグ1部）に加入することが発表された。

## 所属クラブ
- 町田JFC
- 川崎フロンターレU-15
- 川崎フロンターレU-18
- 中央大学学友会サッカー部
- 2022年   福島ユナイテッドFC
- 2023年 -  東京ユナイテッドFC

## 個人成績
| 国内大会個人成績 | 国内大会個人成績 | 国内大会個人成績 | 国内大会個人成績 | 国内大会個人成績                     | 国内大会個人成績 | 国内大会個人成績 | 国内大会個人成績 | 国内大会個人成績 | 国内大会個人成績 | 国内大会個人成績 | 国内大会個人成績 |
| 年度             | クラブ           | 背番号           | リーグ           | リーグ戦                             | リーグ戦         | リーグ杯         | リーグ杯         | オープン杯       | オープン杯       | 期間通算         | 期間通算         |
| 年度             | クラブ           | 背番号           | リーグ           | 出場                                 | 得点             | 出場             | 得点             | 出場             | 得点             | 出場             | 得点             |
| 日本             | 日本             | 日本             | 日本             | リーグ戦                             | リーグ戦         | リーグ杯         | リーグ杯         | 天皇杯           | 天皇杯           | 期間通算         | 期間通算         |
| ---------------- | ---------------- | ---------------- | ---------------- | ------------------------------------ | ---------------- | ---------------- | ---------------- | ---------------- | ---------------- | ---------------- | ---------------- |
| 2022             | 福島             | 27               | J3               | 1                                    | 0                | -                | -                | 0                | 0                | 1                | 0                |
| 2023             | 東京U            | 28               | 関東1部          |                                      |                  | -                | -                |                  |                  |                  |                  |
| 通算             | 日本             | 日本             | J3               | 1                                    | 0                | -                | -                | 0                | 0                | 1                | 0                |
| 通算             | 日本             | 日本             | 関東1部          | \|\|\|\|colspan=2\|-\|\|\|\|\|\|\|\| |                  |                  |                  |                  |                  |                  |                  |
| 総通算           | 総通算           | 総通算           | 総通算           | 1                                    | 0                | -                | -                | 0                | 0                | 1                | 0                |

## 代表・選抜歴
- 2015年 U-15日本代表[7]